# Roncocreagris roncoides
Espèce
Synonymes
- Microcreagris roncoides Beier, 1955

Roncocreagris roncoides est une espèce de pseudoscorpions de la famille des Neobisiidae.

## Distribution
Cette espèce se rencontre en Espagne en Galice et au Portugal.

## Description
Roncocreagris roncoides mesure de 1,8 à 2 mm.

## Systématique et taxinomie
Cette espèce a été décrite sous le protonyme Microcreagris roncoides par Beier en 1955. Elle est placée dans le genre Roncocreagris par Mahnert en 1976.

## Publication originale
- Beier, 1955 : Neue Beitrage zur Kenntnis der Iberischen Pseudoscorpioniden-Fauna. Eos, vol. 31, p. 87-122 (texte intégral).